# انسدورف
انسدورف (به آلمانی: Ensdorf) یک شهر در آلمان است که در زارلاند واقع شده‌است.

## خصوصیات
انسدورف ۸٫۳۹ کیلومترمربع مساحت دارد ۱۹۳-۳۲۹ متر بالاتر از سطح دریا واقع شده‌است.

## خواهرخوانده
شهرهای Wizernes، Hallines و Ensdorf خواهرخوانده‌های انسدورف هستند.